# NERVA
Vous lisez un « bon article » labellisé en 2007.
Pour les articles homonymes, voir Nerva (homonymie).

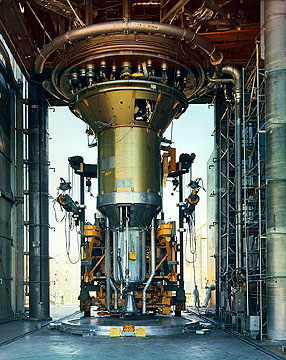
NERVA XE sur le site ETS-1. Deux techniciens en arrière-plan permettent d’apprécier la taille du réacteur.

NERVA (Nuclear Engine for Rocket Vehicle Application, en français : « moteur nucléaire pour application moteur-fusée ») est un programme de recherche relatif à la propulsion nucléaire thermique appliqué à la propulsion spatiale, mené aux États-Unis par la NASA entre 1960 et 1972. De nombreux prototypes de réacteurs sont testés dans le cadre de ce programme dont l'objectif est de mettre au point la propulsion d'un vaisseau spatial habité à destination de la planète Mars.
La technique de propulsion étudiée repose sur l’éjection à grande vitesse d’hydrogène réchauffé par un réacteur nucléaire. En 1968 et 1969, un modèle expérimental d’une poussée de 250 à 350 kN est essayé au sol. Le programme est interrompu en 1972 lorsque la NASA est contrainte de réduire son budget et limiter ses objectifs à la fin du programme Apollo.

## Historique
Les études de propulsion nucléaire thermique furent lancées en 1955 par la Commission de l'énergie atomique des États-Unis (AEC) et le contractant Westinghouse sous le nom de projet Rover et avec pour but le développement de missiles.
À sa création en 1958, la NASA fut associée au projet, y ajoutant les objectifs d'exploration spatiale. Le développement vraiment orienté vers la propulsion commença en 1961 sous la dénomination NERVA. Son but n'était pas de fabriquer un moteur directement destiné à une expérimentation spatiale, mais de proposer un démonstrateur validant la technologie et permettant de caractériser précisément ce moyen de propulsion en fonction des exigences des missions envisageables dans les vingt années à venir. Ainsi, les critères de sûreté et fiabilité du système primaient sur le poids et les performances. De plus, il devait pouvoir être démonté, remonté et testé en cours de mission.
Le développement se fit autour du concept de réacteur à modérateur graphite et caloporteur hydrogène. Pendant ce temps une activité moindre concernait l'étude de techniques plus risquées et plus performantes telles que les réacteurs à lit de boulets, à cœur liquide ou gazeux. Malgré les innombrables difficultés techniques inhérentes à un concept aussi nouveau, le projet avança rapidement et aboutit en 1969 au test au sol d'un moteur quasiment qualifié pour le vol.
Le projet résista longtemps aux velléités de coupes budgétaires du Congrès, notamment grâce au soutien du sénateur Clinton P. Anderson qui l'appuya au détriment du programme Voyager. Mais en 1971, alors qu'est en cours de conception un dernier étage de fusée Saturn à base de moteur NERVA réutilisable, la NASA, dont le budget avait été révisé à la baisse avec la fin du programme Apollo, n'envisage plus d'utiliser cette propulsion dans les dix ans à venir ; le budget alloué n'est que le cinquième de celui nécessaire et ne porte plus que sur quelques développements d'équipements critiques. Le programme prit officiellement fin en 1972, et les applications nucléaires spatiales se cantonnèrent ensuite aux sources d'énergie pour alimenter les missions.
Le projet coûta 1,4 milliard de dollars de 1972[réf. nécessaire], soit 7,7 milliards en dollars de 2012 avant d'être stoppé.
La technique de la propulsion nucléaire a été évoquée pour répondre aux besoins exprimés par l'Initiative d'exploration spatiale (en anglais : Space Exploration Initiative ou SEI), lancée par George Bush père en 1989, qui nécessitaient de revoir à la baisse la taille, le poids, le coût et la durée de voyage des véhicules spatiaux. Ces exigences imposaient une amélioration de l'impulsion spécifique au-delà des possibilités de la propulsion chimique conventionnelle. La propulsion nucléaire thermique semblait alors la seule option accessible.

## Essais
Les nombreux essais se déroulèrent sur le site d'essais nucléaires du Nevada à Jackass Flats. Ils avaient pour but la mise au point progressive d'un réacteur basé sur des matériaux dont les comportements aux températures et pressions d'utilisation étaient initialement inconnus. Des réacteurs maquettes (Honeycomb et Zepo) furent nécessaires pour modéliser les caractéristiques neutroniques d'un système graphite/hydrogène.
La première série de prototypes est nommée Kiwi d'après l'oiseau terrestre et en référence au fait qu'ils n'étaient absolument pas conçus pour le vol. KIWI-A pouvait générer une puissance de 70 MW et éjectait l'hydrogène à 2 683 K.
|               | Programme NERVA | Programme NERVA |                   | Recherche  | Recherche       | Recherche | Recherche |
| test réacteur | test moteur     | Kiwi            | Phoebus           | Pewee      | Nuclear Furnace |           |           |
| 1959          |                 |                 | Kiwi A Kiwi A'    |            |                 |           |           |
| 1960          |                 |                 | Kiwi A3           |            |                 |           |           |
| 1961          |                 |                 | Kiwi B1A          |            |                 |           |           |
| 1962          |                 |                 | Kiwi B1B Kiwi B4A |            |                 |           |           |
| 1963          |                 |                 |                   |            |                 |           |           |
| 1964          | NRX-A1 NRX-A2   |                 | Kiwi B4D Kiwi B4E |            |                 |           |           |
| 1965          | NRX-A3          |                 | Kiwi TNT          | Phoebus 1A |                 |           |           |
| 1966          | NRX-A5          | NRX/EST         |                   |            |                 |           |           |
| 1967          | NRX-A6          |                 |                   | Phoebus 1B |                 |           |           |
| 1968          |                 | XECF            |                   | Phoebus 2A | Pewee           |           |           |
| 1969          |                 | XE              |                   |            |                 |           |           |
| 1970          |                 |                 |                   |            |                 |           |           |
| 1971          |                 |                 |                   |            |                 |           |           |
| 1972          |                 |                 |                   |            |                 | NF-1      |           |

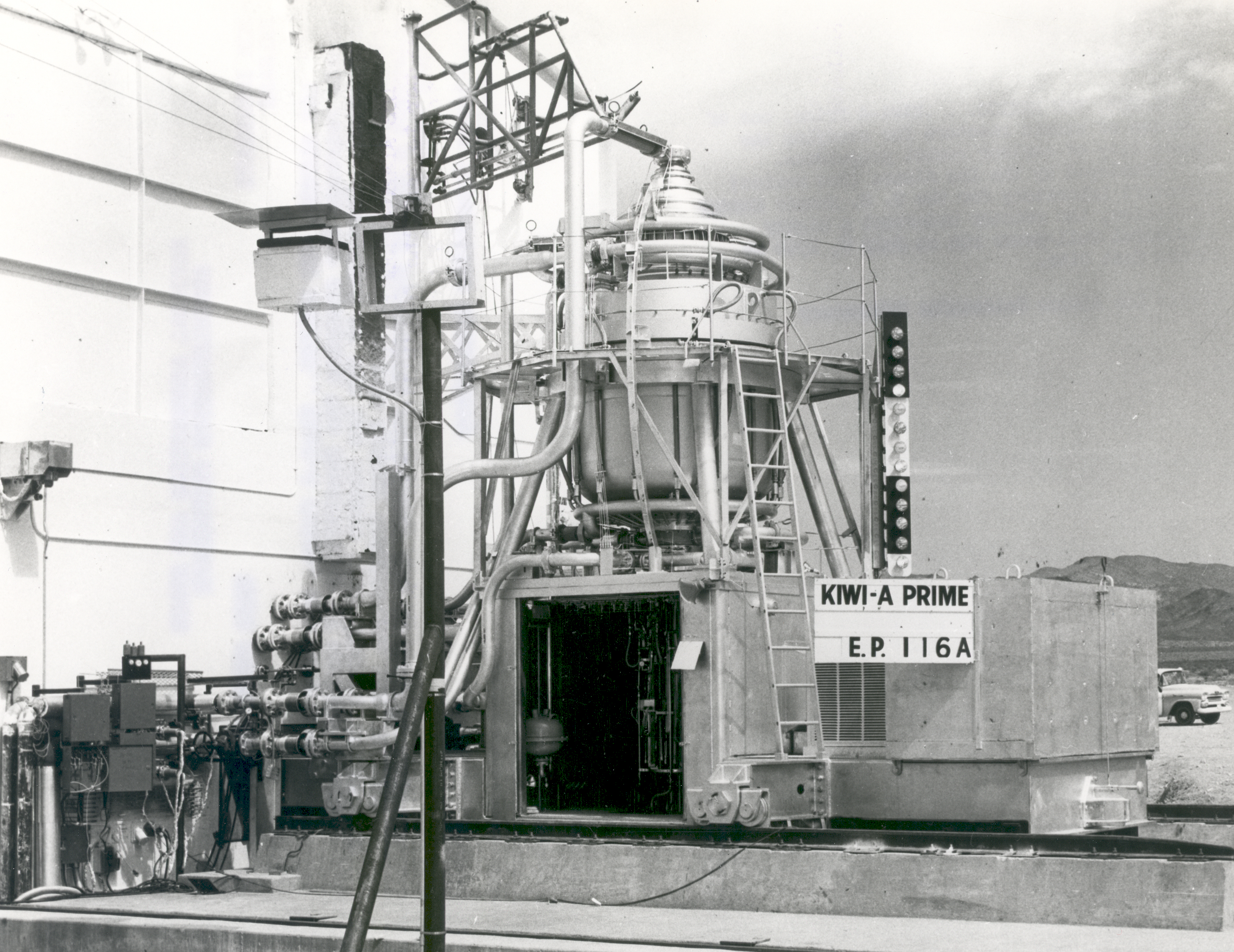
Le réacteur de recherche Kiwi-A'.

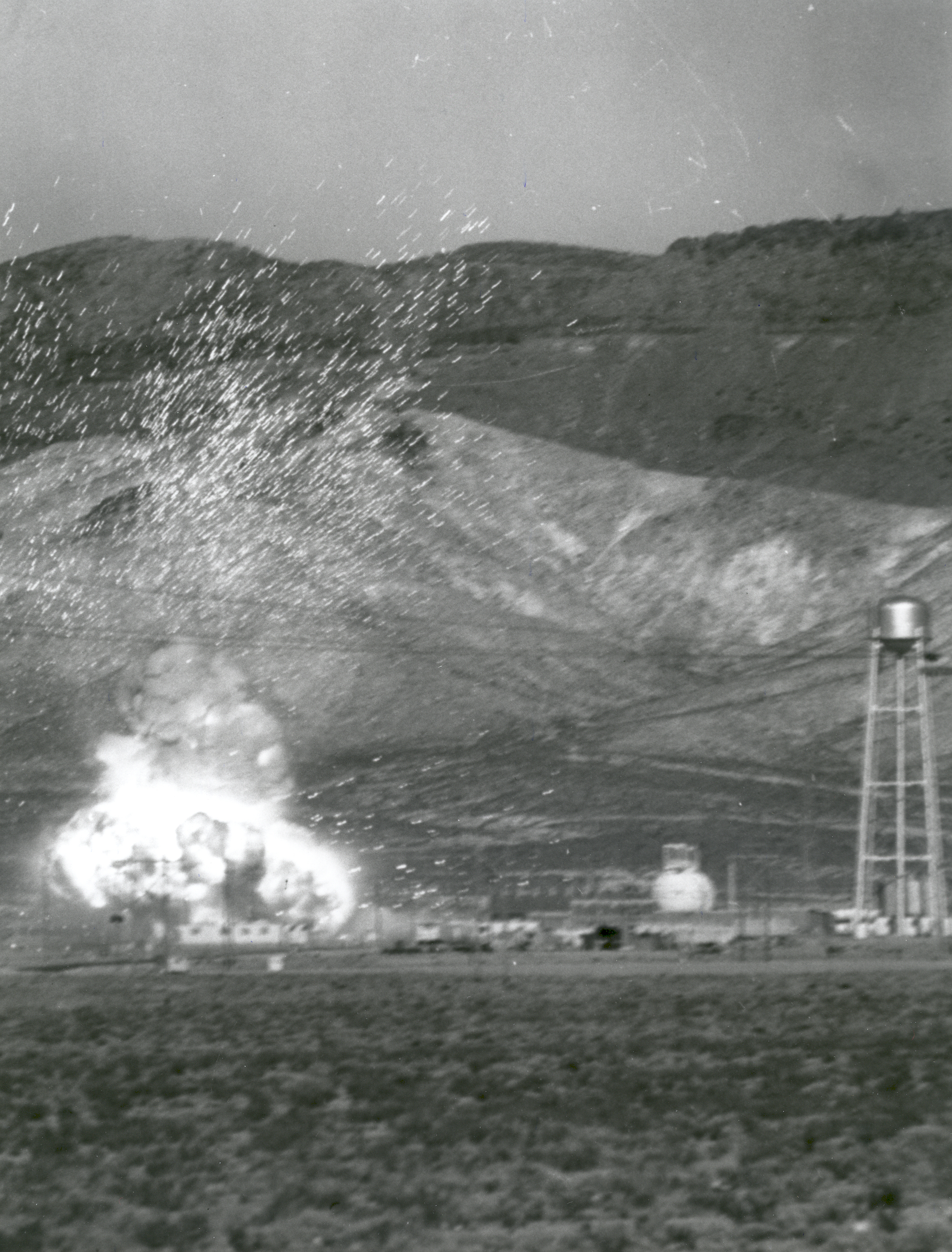
Le test KIWI-TNT où le réacteur est détruit volontairement pour simuler un accident en cours de fonctionnement.

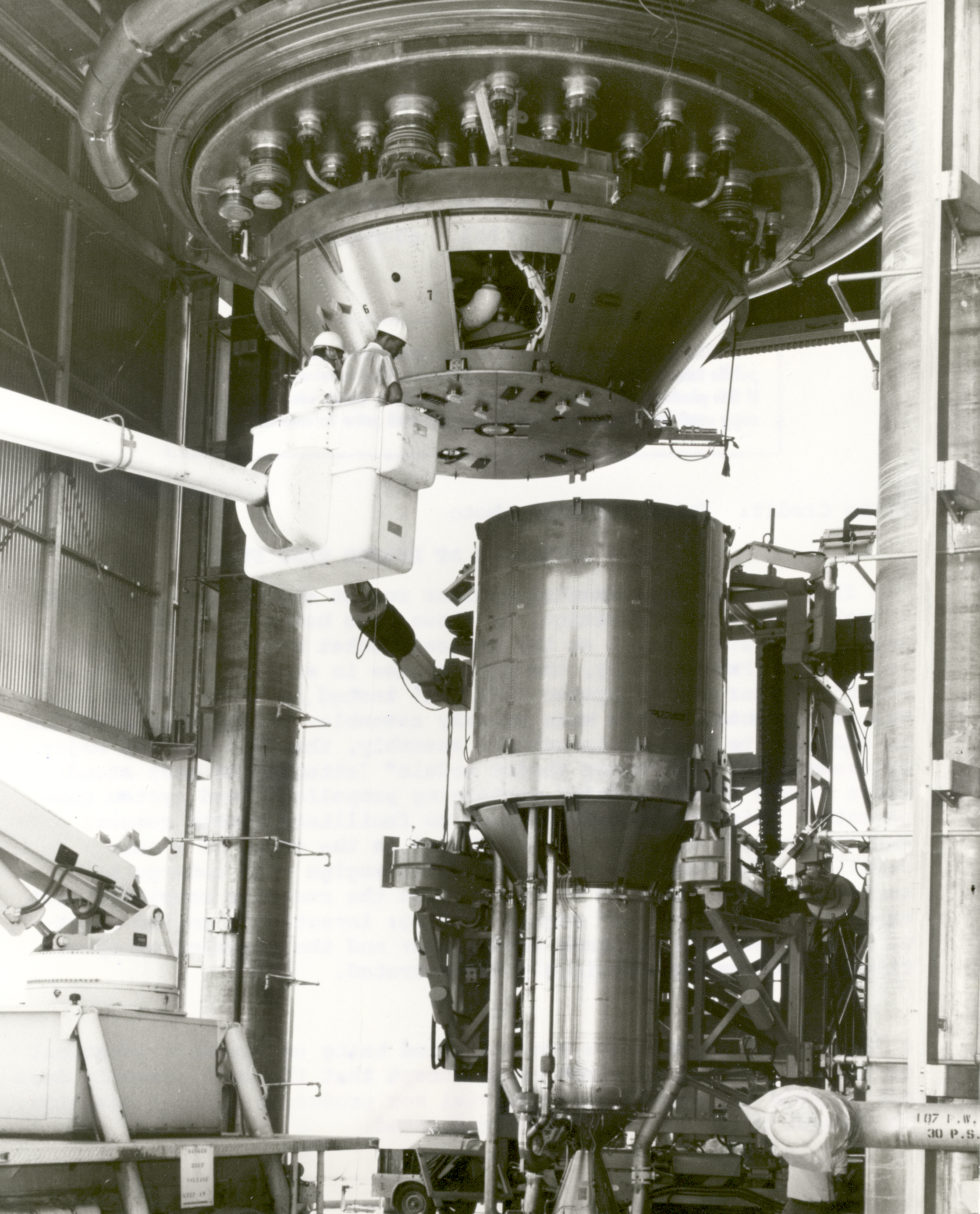
Le moteur XE en cours de montage sur ETS-1.

Les moteurs NERVA étaient dérivés des réacteurs Kiwi-B et étaient conçus dans l'optique de missions lunaires avancées ou de missions martiennes habitées, impliquant des véhicules pesant 700 à 1 400 t avec un système de propulsion de 900 kN de poussée et une impulsion spécifique supérieure à 800 s. Il fut prévu que ces systèmes utilisent plusieurs moteurs identiques : un modèle de 330 kN de poussée, 825 s d'Isp atteignant 1 000 MW de puissance.
La première version nommée NRX (Nuclear Reactor Experimental) ne comprenait pas le système d'alimentation ni le divergent de la tuyère. Son objectif était de pouvoir fonctionner une heure à 2 300 K, soit le temps nécessaire à une manœuvre de transfert vers Mars. L'expérimentation fut un succès et incita à passer rapidement aux tests en configuration de vol.
En 1966, le réacteur suivant NRX/EST (Engine System Test) était donc équipé de turbopompes et d'une tuyère complète. En plus de l'endurance, il devait tester les régimes intermédiaires, arrêts et redémarrages multiples. Ces essais furent plus que satisfaisants, accomplissant ainsi les objectifs initiaux du projet Rover. Les essais suivants apportèrent diverses améliorations qui amenèrent en 1969 à la construction du moteur XE et de son banc de test vertical dépressurisé ETS-1 (Engine Test Stand). Cet ultime modèle comprenait tous les sous-systèmes critiques définitifs et pouvait démarrer et se réguler de façon autonome. Il atteignit une température de 2 270 K et une Isp de 710 s.
Parallèlement à ces essais, d'autres réacteurs validaient des techniques alternatives :
- Phoebus, dans le domaine des hautes puissances. Le modèle 1A fonctionna pendant 10 minutes à 1 090 MW et 2 370 K, le modèle B pendant 30 minutes à 1 500 MW, et finalement Phoebus 2A atteignit 4 000 MW pendant 12 minutes (le réacteur nucléaire le plus puissant jamais construit) ;
- Pewee, un modèle réduit de Kiwi, expérimenta les revêtements en carbure de zirconium ZrC et atteignit 500 MW, améliorant ainsi la densité énergétique du système et l'Isp à 825 s ;
- Nuclear Furnace, dix fois moins puissant que Pewee, était conçu pour un fonctionnement prolongé (6 500 s à 44 MW) et pour permettre un démontage automatique et une réutilisation après remplacement du cœur. Son rôle était de tester les nouvelles compositions et configurations de combustible. Ce modèle fut le premier et le seul fonctionnant en cycle fermé, tous les autres rejetaient leurs gaz dans l'atmosphère.

Vers la fin du projet, il était prévu plusieurs améliorations qui devaient permettre un fonctionnement à une température de 2 500 K et une Isp de 890 s. Une évolution technologique baptisée ENABLER devait permettre au moteur d'atteindre 2 700 K et une Isp de 925 s grâce à un nouveau type de combustible qui ne fut testé que dans NF-1.
L'ensemble des essais dégagèrent plus de 6 GWh d'énergie.

## Fonctionnement

### Carburant nucléaire

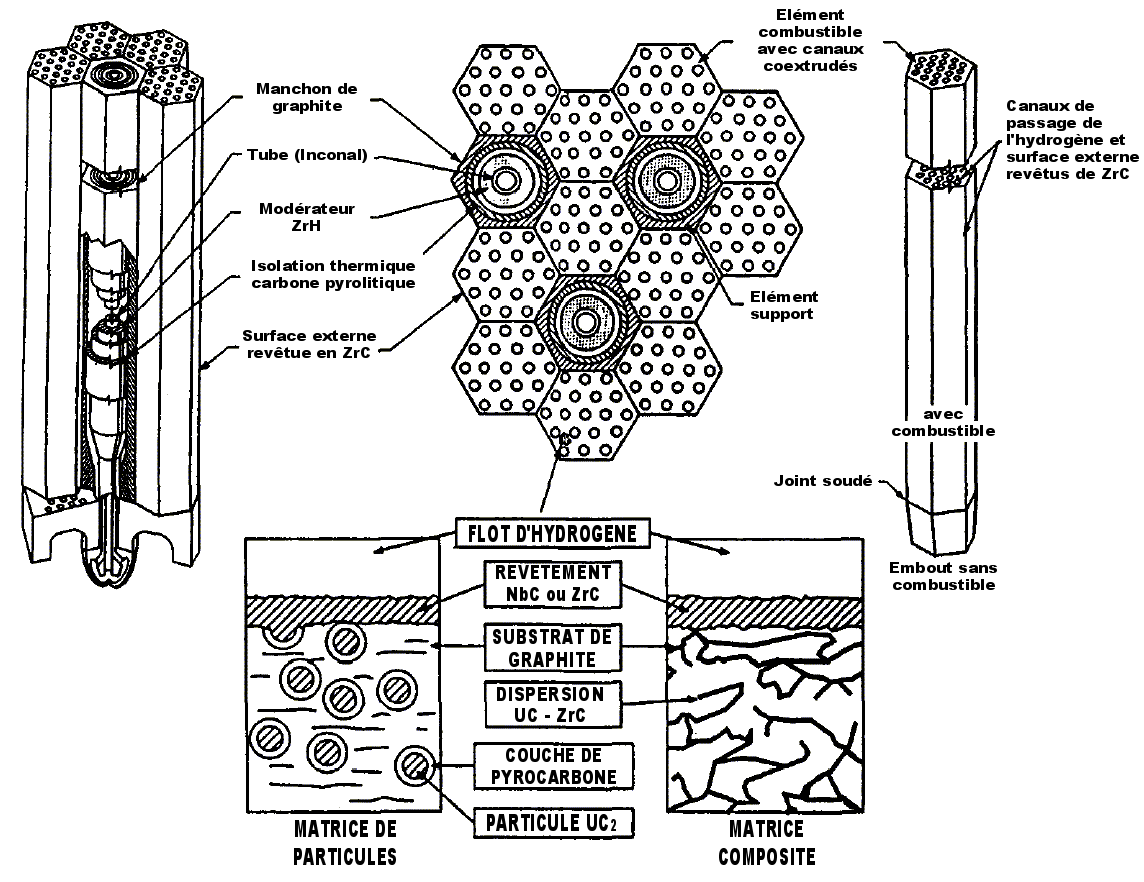
Configuration des barres de carburant.

Le combustible nucléaire est constitué d'un substrat de graphite, ensemencé de particules micrométriques de dioxyde d'uranium UO2 (KIWI A à B4D), ou de perles de 100 µm de carbure d'uranium UC2 enrobées de carbone pyrolytique (KIWI B4E, NERVA, Phoebus et Pewee). Dans la version ENABLER, le combustible est en matrice composite de graphite contenant 35 % volumiques de dispersion de carbure d'uranium et de zirconium (U, Zr)C.
Le matériau se présente sous la forme de barreaux percés de canaux de passage, obtenues par extrusion d'un mélange farine de graphite-combustible-résine liante. Les barreaux sont ensuite cuits lentement pour lier la résine, puis fortement pour les re-graphiter.
Le choix du substrat de graphite était justifié par ses caractéristiques neutroniques et sa résistance aux hautes températures. Cependant, l'hydrogène réagit à son contact et entraîne une corrosion importante du cœur, c'est pourquoi les barres sont revêtues d'une pellicule de 0,05 mm de carbure de niobium ou de carbure de zirconium. Le revêtement est réalisé par dépôt chimique en phase vapeur, ou par insertion dans les canaux de tubes de niobium transformés en couche de carbure NbC par chauffage jusqu'à la température d'eutectique carbone+niobium.
Néanmoins, ce revêtement n'empêche pas complètement la dégradation du cœur par divers mécanismes (corrosion et diffusion), d'environ 1 g/min pour l'ensemble d'un réacteur NRX. Dans NRX-A6, une fine couche de molybdène est ajoutée sur les barres pour combler les micro-fissures de la couche protectrice, diminuant les pertes à 0,2 g/min.
Avec ENABLER, la structure composite du combustible et la couche protectrice en ZrC diminuent encore les pertes grâce à des coefficients de dilatation plus compatibles, préservant ainsi le revêtement de déformations mécaniques fissurantes ou décollantes.
Dans la conception finale, l'assemblage est réalisé autour de barreaux spécifiques refroidis par le circuit de régénération. Ces barreaux permettent de relier 2 à 6 barreaux de combustible et contiennent un élément modérateur constitué de d'hydrure de zirconium (ZrH). Ainsi, la puissance du réacteur assemblé peut être réglée non seulement par la longueur des barreaux (90 cm ou 1,30 m), mais aussi par la proportion de barres d'assemblages (de 1/6 à 1/2).

### Voie d'écoulement

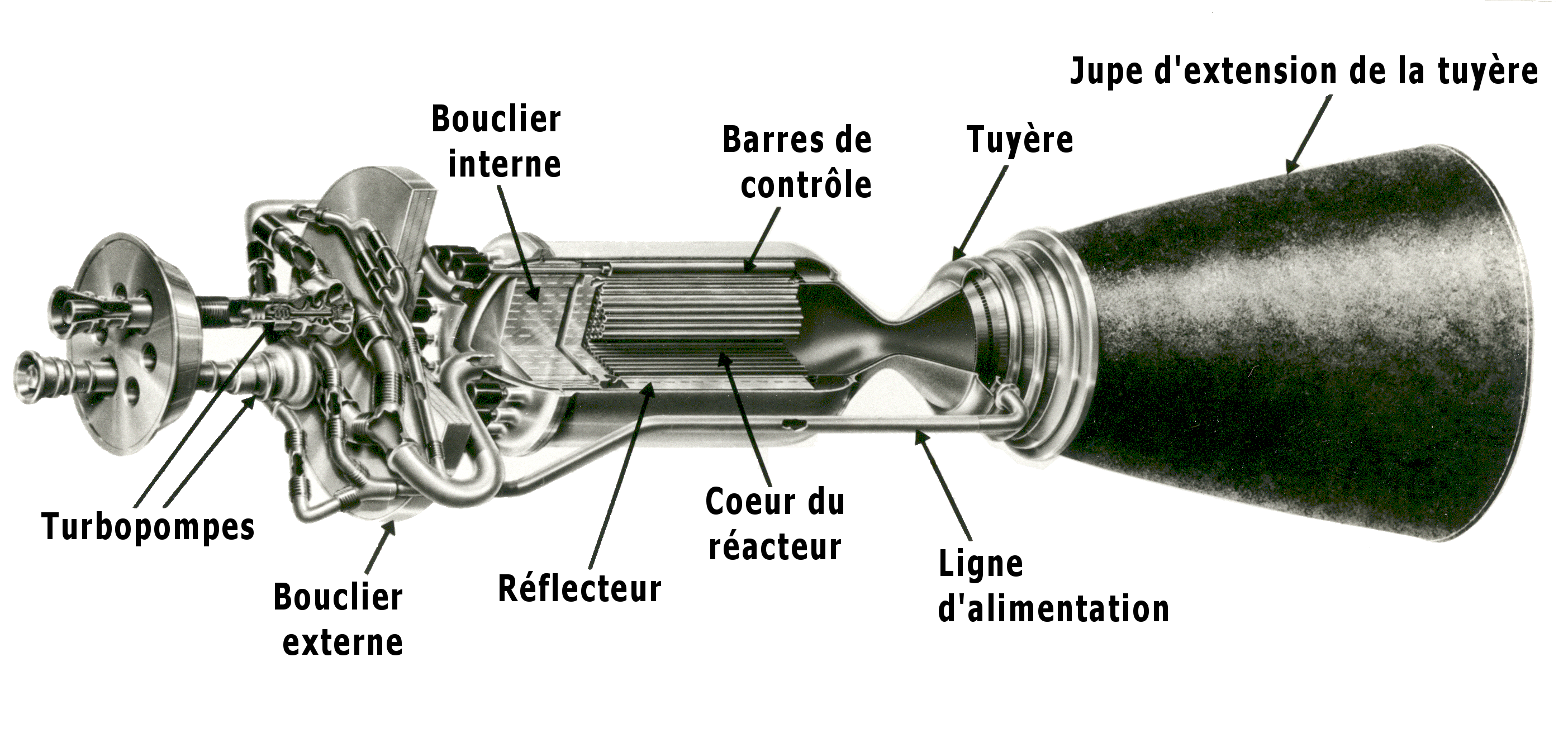
Dessin en coupe du moteur NERVA.

En régime établi, l'hydrogène emprunte le circuit suivant :
- poussé par la pression du réservoir jusqu'au moteur en passant par un cardan permettant d'orienter la poussée du réacteur ;
- comprimé par des turbopompes ;
- passe par le circuit de régénération de la tuyère ;
- remonte par la double paroi du col de la tuyère pour être distribué dans les organes périphériques du réacteur (réflecteur de neutrons, barres de contrôle et enceinte pressurisée) ;
- remonté au sommet du réacteur, l'hydrogène est envoyé dans le cœur d'où il s'échappe surchauffé vers la tuyère ;

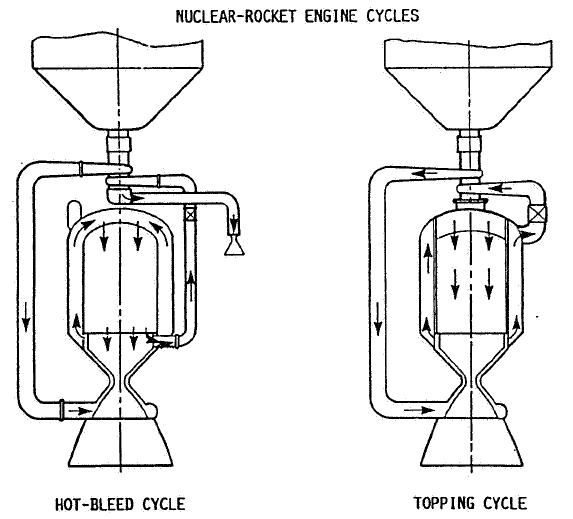
Cycles d'alimentation des turbopompes.

L'entraînement des turbopompes est assuré par un cycle à prélèvement chaud (hot bleed cycle) : de l'hydrogène chauffé par le réacteur est soutiré avant le col de la tuyère pour entraîner les turbopompes puis est rejeté dans l'espace. Ce flot d'hydrogène représente environ 3 % du débit, il s'échappe avec une enthalpie moindre et ne contribue que très marginalement à la propulsion, il pénalise donc l'impulsion spécifique.
Cette conception, choisie pour des raisons de simplicité, peut être améliorée en utilisant un cycle à passage intégral amont (full flow topping cycle) dans lequel les turbines sont entraînées par l'hydrogène chauffé avant son entrée dans le réacteur. Ce principe plus efficace était jugé faisable mais ne fut pas expérimenté.
Si ce cycle ne gaspille aucun fluide, il souffre en revanche d'une limitation inhérente aux dimensions du moteur NERVA : soit le circuit de régénération ne chauffe pas suffisamment le fluide et le débit de la pompe est limité, réduisant la poussée envisageable ; soit on prélève plus de chaleur au niveau du col de la tuyère pour développer plus de puissance au niveau de la pompe, au détriment de la température du fluide éjecté par la tuyère, réduisant alors l'impulsion spécifique.
Plusieurs solutions permettaient d'envisager néanmoins le cycle amont avec un réacteur NERVA. On préconisa par exemple d'ensemencer le réflecteur avec du combustible nucléaire afin d'augmenter la température périphérique du réacteur. La solution la plus citée consiste à diviser le flot d'hydrogène sortant des pompes : une partie passe dans le circuit de régénération et ne prélève à la tuyère que la quantité de chaleur nécessaire à la préservation des matériaux ; l'autre partie est envoyée dans le cœur du réacteur par le circuit des tubes de support du combustible, puis vers les turbopompes ; l'alimentation est alors implémentée par l'augmentation de la puissance du réacteur, sans incidence sur la poussée ou l'impulsion.

## Spécification d'étage de fusée NERVA
De nombreuses configurations de véhicule ou d'étage à base de moteur NERVA ont été proposées pendant et après le projet. Les caractéristiques de trois de ces configurations sont présentées ci-dessous :
- Saturn C-3BN : proposition de remplacement du dernier étage S-IVB des fusées Saturn C-3 par un étage nucléaire ;
- Saturn V-25(S)U : la fusée proposée par Boeing sert à mettre en orbite basse un étage NERVA, cinq de ces étages sont ensuite assemblés pour constituer un véhicule habité à destination de Mars[12];
- Nerva 2 : actualisation du concept NERVA en 1991[13].

| Année                   | 1961                                  | 1969                                                        | 1991                         |
| Véhicule                | Saturn C-3BN                          | Saturn V-25(S)U                                             | Nerva 2                      |
| ----------------------- | ------------------------------------- | ----------------------------------------------------------- | ---------------------------- |
| Étagement               | LOX/Kérosène LOX/LH2 Saturn S-N C-3BN | 4 boosters solides LOX/Kérosène LOX/LH2 Saturn S-N V-25(S)U | 2 boosters Titan NERVA 2/NTR |
| étage NERVA             |                                       |                                                             |                              |
| Nom moteur              | NERVA                                 | NERVA                                                       | NERVA NTR                    |
| Impulsion spécifique    | 800 s                                 | 825 s                                                       | 925 s                        |
| Poussée (vide)          | 266 kN                                | 889 kN                                                      | 333 kN                       |
| Durée de fonctionnement | 720 s                                 | 1500 s                                                      | 3575 s                       |
| Diamètre                | 10,1 m                                | 10,1 m                                                      | 10,0 m                       |
| Hauteur                 | 16,6 m                                | 48,2 m                                                      | 47,6 m                       |
| Masse initiale          | 32,5 t                                | 245 t                                                       | 158 t                        |
| Masse sèche             | 7,7 t                                 | 71 t                                                        | 27 t                         |

## Dans la fiction
- Dans le roman uchronique Voyage de Stephen Baxter, Richard Nixon lance à l'instar de Kennedy un programme d'exploration martienne basé sur l'utilisation de fusées Apollo-N à réacteur NERVA.
- Dans les bandes-dessinées Objectif Lune et On a marché sur la Lune, les fusées lunaires mises au point par le professeur Tournesol reposent sur le principe d'étendre une explosion nucléaire afin de propulser le lanceur vers l'espace, prémices de science-fiction au réacteur NERVA.
- Dans le roman The Hive de Chris Berman, la découverte d'un engin extraterrestre entre les orbites de Jupiter et Saturne provoque l'organisation en urgence d'une mission d'exploration américano-russe utilisant une fusée à moteur NERVA tandis que la Chine tente de leur damer le pion avec une fusée Orion. Le roman fut censuré en Chine[14].
- Dans le film Lifeforce, une mission conjointe NASA/ESA est envoyée à la rencontre de la comète de Halley. La navette Churchill utilisée est équipée d'un moteur NERVA lui permettant de faire rapidement cet aller-retour.
- Dans le jeu vidéo Kerbal Space Program, le moteur LV-N « Nerv » Atomic Rocket Motor fait référence au programme NERVA. Dans le jeu, le moteur utilise du kérosène comme gaz de propulsion au lieu de l'hydrogène utilisé par les prototypes de la réalité[15].
- Dans la série For All Mankind, la technologie des moteurs NERVA est utilisée par les américains et les soviétiques pour leurs missions de conquête de la planète Mars.

### Sources
- (en) W.H. Robbins et H.B. Finger, « An historical perspective of the NERVA nuclear rocket engine technology program », NASA Contractor Report 187154, 1991 (consulté le 18 octobre 2006)
- (en) [PDF] J.L. Finseth, « Overview of Rover engine tests: Final report », NASA, 1991 (consulté le 18 octobre 2006)
- (en) [PDF] John S. Clark, Patrick McDaniel, Steven Howe, Ira Helms, Marland Stanley, « Nuclear Thermal Propulsion Technology: Results of an Interagency Panel in FY 1991 » [PDF], NASA, 1993 (consulté le 15 décembre 2006)
- (en) J.M. Taub, « A Review of Fuel Element Development for Nuclear Rocket Engines » [PDF], Los Alamos Scientific Laboratory, 1975 (consulté le 15 mars 2007)
- (en) Divers, « Nuclear Thermal Propulsion Technology: A Joint NASA/DOE/DOD Workshop » [PDF], NASA, 1991 (consulté le 1er mai 2007)